# Ascendance protestante
L'ascendance protestante (en anglais : Protestant Ascendancy, parfois simplement Ascendancy ; en irlandais : An Chinsealacht) est la domination politique, économique et sociale de l'Irlande par une minorité de propriétaires protestants entre le dix-septième siècle et le début du vingtième siècle.

## Contexte

### Immigration protestante
L'immigration anglaise protestante monopolise rapidement l'administration centrale irlandaise. De nombreux sièges de la Chambre des communes irlandaise sont créés en Ulster, gonflant artificiellement le nombre de députés protestants. Dans la Chambre haute, la conversion de mineurs aristocrates par le biais d'une tutelle d'État et la présence d'un banc des évêques de l'Église d'État assurent également une domination protestante. La population protestante fait d'immenses progrès économiques au dix-septième siècle pour ces raisons, aux dépens des propriétaires irlandais gaéliques.

### Lois pénales
La domination protestante est formalisée en 1691 par l'adoption d'un ensemble de lois pénales mettant en place une discrimination officielle des catholiques. En dehors de l'Ulster, on compte une très large majorité catholique sur l'île. Alors que les familles d'origine celte, majoritaires dans la population irlandaise catholique, ne voient pas de fort changement de leur statut, les familles normandes assimilées dans la culture gaélique sont privées d'un pouvoir auparavant important, et sont spécifiquement ciblées par le gouvernement. Cela touche notamment la famille de Bourg.
Dans les années 1770, Henry Grattan fonde le Parti patriotique irlandais : cette fondation d'un parti nationaliste irlandais et pourtant exclusivement protestant est vue comme une preuve de confiance en la pérennité de la domination protestante. Grattan obtient une force militaire grâce au corps des Irish Volunteers quand les Britanniques retirent leurs troupes pour se battre aux États-Unis, et parvient à forcer la couronne britannique à céder plus de pouvoirs aux Protestants irlandais.
Entre 1771 et 1793, le Parlement revient sur la plupart des lois pénales, sans les abolir complètement. Grattan encourage l'émancipation des catholiques pour les classes moyennes à partir des années 1780, mais ne reçoit pas de soutien suffisant du parlement irlandais.

### Actes d'Union
La Rébellion irlandaise de 1798, majoritairement protestante, est écrasée dans la violence. En parallèle, la Yeomanry fait régner l'ordre violemment en Ulster. En 1801, les Actes d'Union sont en partie signés en raison de la perception publique selon laquelle les violences seraient provoquées par une mauvaise gestion de la domination protestante. Ils limitent la domination protestante en supprimant le parlement que les propriétaires fonciers ont monopolisé.
En 1829, l'émancipation catholique est confirmée : les personnes catholiques sont désormais autorisés à rejoindre le Parlement. Si elles restent minoritaires jusque dans les années 1880, l'annonce s'accompagne d'une forte émigration protestante, avec jusqu'à un demi-million de Protestants quittant l'île pendant la première moitié du dix-neuvième siècle. En 1861, les Protestants constituent un cinquième de la population irlandaise, alors qu'ils sont plus du quart au début du siècle, et dans les trois provinces du Sud, Connacht, Leinster et Munster, la proportion n'atteint qu'environ 10 %.

## Utilisation de l'expression
La première utilisation de l'expression Protestant Ascendancy a lieu le 20 février 1782, quand Boyle Roche (en) le mentionne au cours d'un discours auprès de la Chambre des communes irlandaise.
Le 20 janvier 1792, la Dublin Corporation s'adresse à George III, lui demandant de « préserver la domination protestante en l'état en Irlande », dans le cadre de l'émancipation des catholiques. En dehors d'Irlande, Edmund Burke utilise ironiquement l'expression en 1792, et elle est réutilisée par des personnes catholiques militant pour des réformes politiques.
En irlandais, le terme utilisé est An Chinsealacht, du gaélique cinseal (« domination »),.

### Citations en anglais
1. ↑  « Preserve the Protestant ascendancy in Ireland inviolate »